# Loulle
Loulle är en kommun i departementet Jura i regionen Bourgogne-Franche-Comté i östra Frankrike. Kommunen ligger i kantonen Champagnole som tillhör arrondissementet Lons-le-Saunier. År 2022 hade Loulle 173 invånare.

## Befolkningsutveckling
Antalet invånare i kommunen Loulle
Referens:INSEE